# Jürgen Kehrer

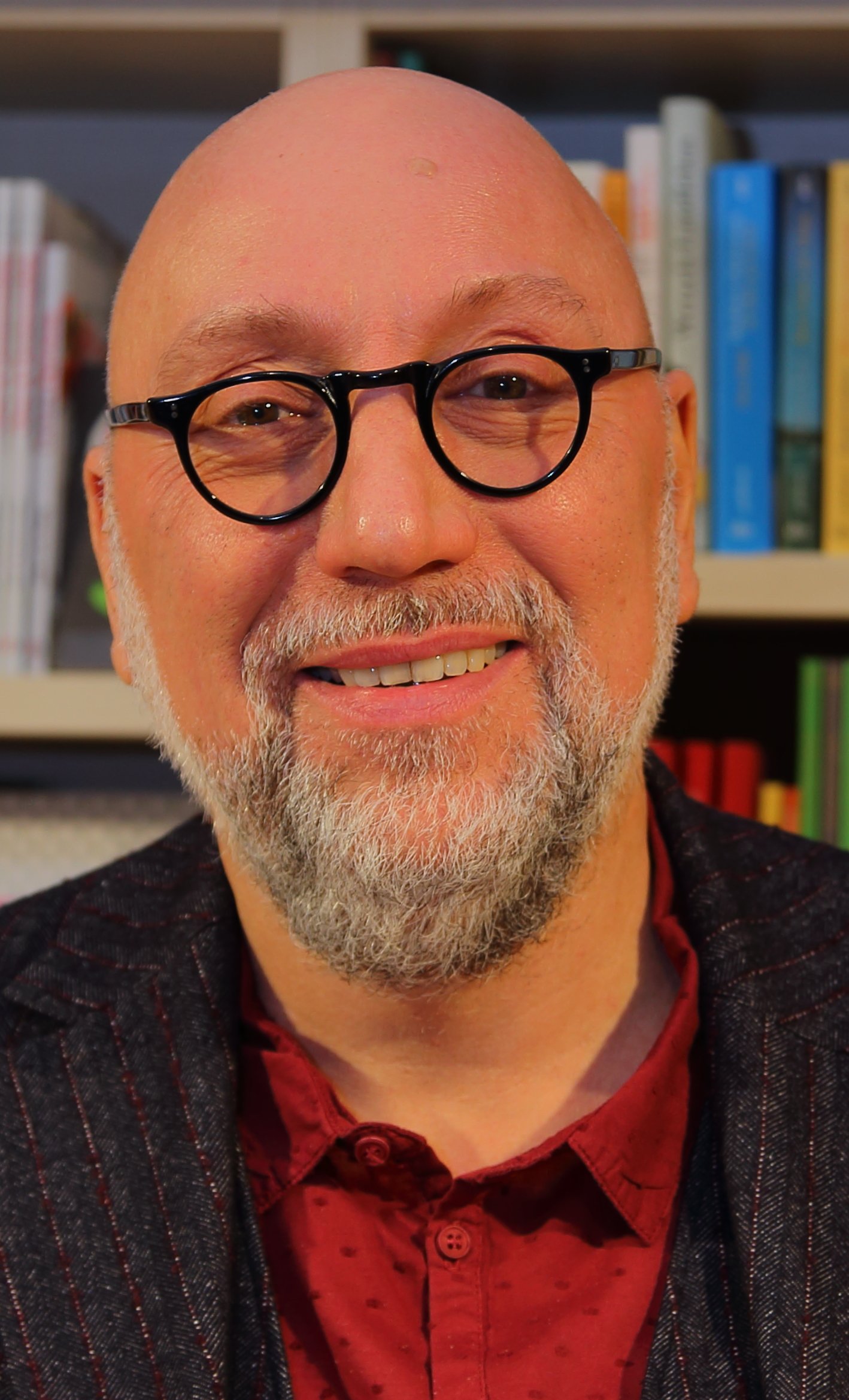
Jürgen Kehrer (2016)

Jürgen Kehrer (* 21. Januar 1956 in Essen) ist ein deutscher Journalist und Schriftsteller, der besonders durch seine Kriminalromane bekannt geworden ist.

## Leben
Jürgen Kehrer wohnte von 1974 bis 2018 in Münster. Nach seinem Studienabschluss als Diplom-Pädagoge arbeitete er 14 Jahre als Journalist und Herausgeber des Stadtmagazins Stadtblatt. Seit 1994 ist er freier Schriftsteller. Die Gesamtauflage seiner Bücher beträgt mehr als 700.000 Exemplare.
Jürgen Kehrer ist Mitglied im Verband deutscher Schriftstellerinnen und Schriftsteller (VS) und der Autorengruppe deutschsprachige Kriminalliteratur, zu deren Sprecherteam er seit 2005 gehört.
Seit 2018 lebt Jürgen Kehrer in Berlin, gemeinsam mit der Krimiautorin Sandra Lüpkes, mit der er verheiratet ist.

## Werke

### Die Wilsberg-Romane

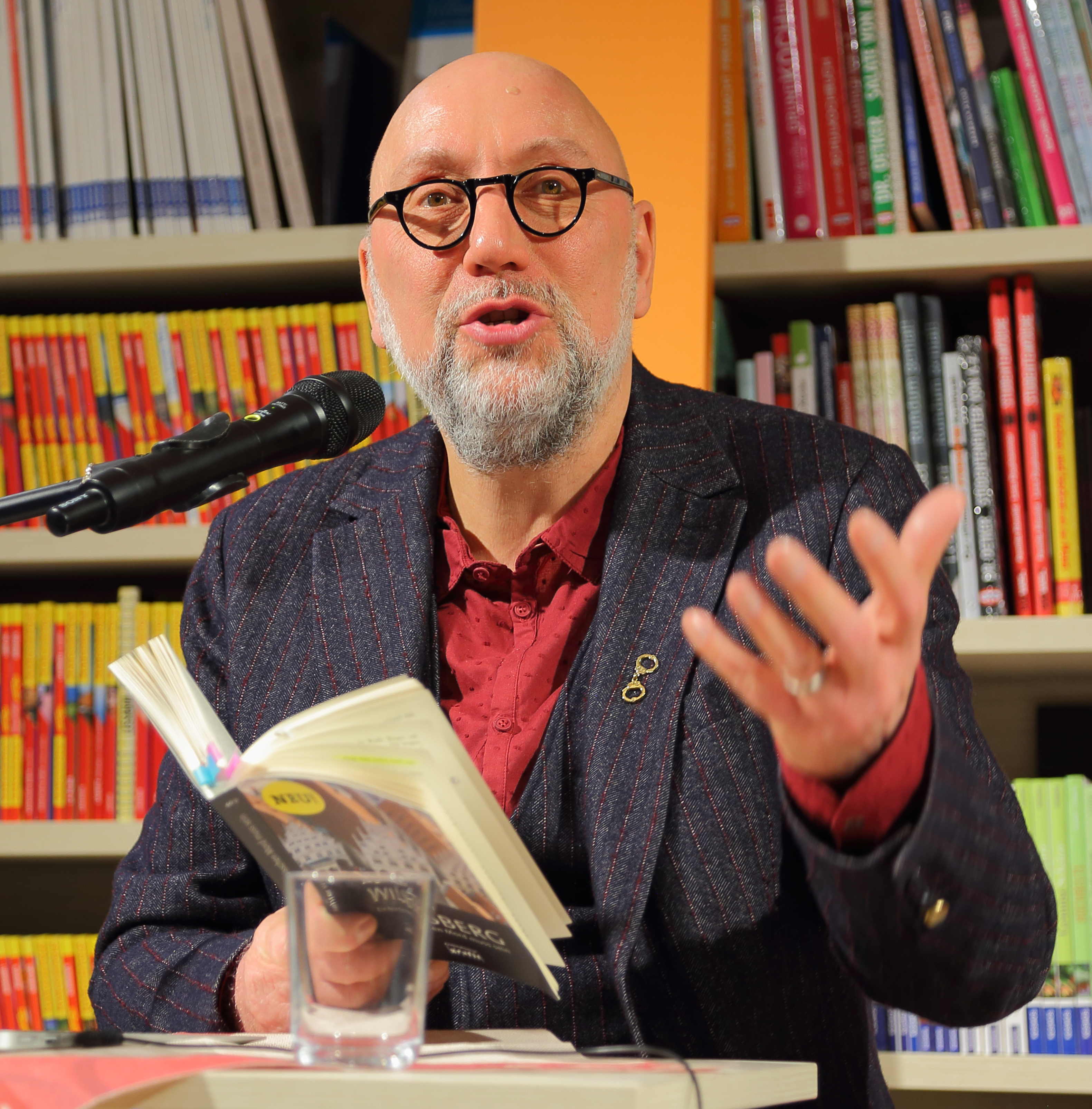
Jürgen Kehrer liest 2016 in der Recker Buchhandlung Volk aus seinem Wilsberg-Roman Ein bisschen Mord muss sein.

1990 erschien Kehrers erster Kriminalroman Und die Toten lässt man ruhen. Die Hauptperson Georg Wilsberg, deren wechselvolles Privatleben und Entwicklung in der Serie nicht zu kurz kommen, ist ein gescheiterter Anwalt und Briefmarken-/Münzhändler in Münster und betätigt sich auch als Privatdetektiv. Er sei nach Einschätzung von Kehrer ein typischer Münsteraner, denn in der Stadt leben viele Leute, die nach ihrem Studium in einem fachfremden Bereich beruflich tätig sind. Damit stelle er eine Persönlichkeit dar, die zu anderen Städten nicht passen würde, da sie einen Typen charakterisiere, der nach seinem Studium in Münster hängen geblieben ist. Die Wahl, einen gebrochenen Charakter als Protagonisten zu wählen, erklärte Kehrer damit, dass diese Charaktere stets interessanter seien. Die mit Lokalkolorit ausgestatteten Romane haben bisweilen Vorbilder oder Motive aus der Realität übernommen. Bereits zweimal wurde Kehrer von Münsteranern verklagt, die sich als Vorbild von Buchfiguren missbraucht sahen. In beiden Fällen wurde die Klage zurückgewiesen.
Zwischen 2007 und 2015 erschienen keine Wilsberg-Romane, da es sich nach Aussage des Autors mit zunehmendem Bekanntheitsgrad der Fernsehserie immer schwieriger gestaltete, die Romane neben den Verfilmungen als eigenständiges Werk zu platzieren. In den Jahren 2015, 2020 und 2022 erschienen dann die drei letzten Romane.
Alle Wilsberg-Romane sind im Dortmunder Grafit Verlag erschienen.
- Und die Toten läßt man ruhen, 1990, ISBN 3-89425-006-2
- In alter Freundschaft, 1991, ISBN 3-89425-020-8
- Gottesgemüse, 1992, ISBN 3-89425-026-7
- Kein Fall für Wilsberg, 1993, ISBN 3-89425-039-9
- Wilsberg und die Wiedertäufer, 1994, ISBN 3-89425-047-X
- Schuss und Gegenschuss, 1995, ISBN 3-89425-051-8
- Bären und Bullen, 1996, ISBN 3-89425-065-8
- Das Kappenstein-Projekt, 1997, ISBN 3-89425-073-9
- Das Schapdetten-Virus, 1997, ISBN 3-89425-205-7
- Irgendwo da draußen, 1998, ISBN 3-89425-208-1
- Der Minister und das Mädchen, 1998, ISBN 3-89425-216-2
- Wilsberg und die Schloss-Vandalen, 2000, ISBN 3-89425-237-5
- Wilsberg isst vietnamesisch, 2001, ISBN 3-89425-262-6
- Wilsberg und der tote Professor, 2002, ISBN 3-89425-272-3
- Wilsberg und die Malerin, 2003, ISBN 3-89425-280-4
- Blutmond – Wilsberg trifft Pia Petry, 2005, ISBN 3-89425-311-8 (mit Petra Würth)
- Wilsberg und die dritte Generation, 2006, ISBN 3-89425-327-4
- Todeszauber – Wilsberg trifft Pia Petry, 2007, ISBN 978-3-89425-344-8 (mit Petra Würth)
- Wilsberg – Ein bisschen Mord muss sein, 2015, ISBN 978-3-89425-463-6
- Wilsberg – Sag niemals Nein, 2020, ISBN 978-3-89425-634-0
- Wilsberg – Sein erster und sein letzter Fall, 2022, ISBN 978-3-98659-003-1

### Wilsberg im Fernsehen
1995 wurde der erste Wilsberg-Roman für das ZDF mit Joachim Król in der Titelrolle verfilmt, in den folgenden Episoden übernahm Leonard Lansink diese Rolle. Bisher entstanden 78 (Stand: März 2023) jeweils etwa 90-minütige Filme, wobei sich die TV-Produktionen mit der Zeit von den Buchvorlagen lösten. Nur sieben TV-Filme basieren auf Kehrers Romanen. In einigen Fällen hat Kehrer die Drehbücher mit einem eScript-Team verfasst, in wieder anderen Fällen haben andere Autoren die Drehbücher geschrieben. Der TV-Wilsberg – im Film Inhaber eines Antiquariats – hat sich inzwischen völlig von seinem Buch-Pendant gelöst. Mehrere Figuren, die zum Stammpersonal der TV-Serie gehören, etwa seine Freunde Alex, Ekki, Manni und die Kommissarin Springer, erscheinen gar nicht in den Romanen. In einigen der TV-Filme hat Jürgen Kehrer kleine Statistenrollen übernommen.

### Weitere Titel

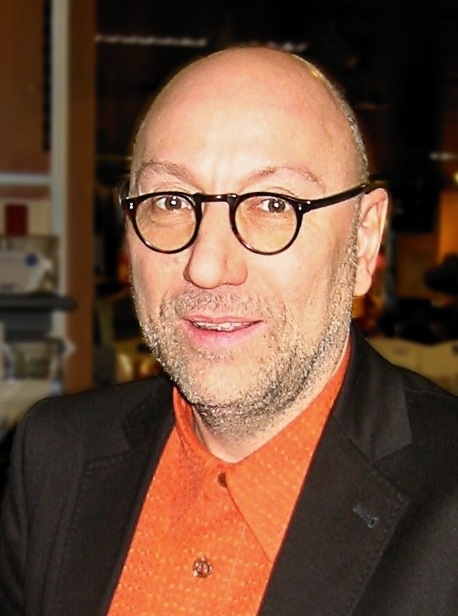
Jürgen Kehrer (2006)

Neben den Wilsberg-Romanen hat Kehrer weitere Kriminalromane ohne Serienfigur, historische Münster-Krimis und ein Sachbuch über Morde in Münster veröffentlicht sowie das Münster-Quiz konzipiert. Zudem schreibt er Drehbücher.
- Stadtbuch Münster. Das Buch zur Stadt. (hg. mit Dieter Schnack). Stadtblatt, Münster 1985
- Killer nach Leipzig. Kriminalroman. Grafit, Dortmund 1993
- Mord in Münster. Kriminalfälle aus fünf Jahrhunderten. Waxmann Verlag, Münster 1995
- Spinozas Rache. Kriminalroman. Grafit, Dortmund 1995
- Schande von Münster. Die Affäre Weigand. Waxmann, Münster 1996
- Tod im Friedenssaal. Eine Kriminalgeschichte aus der Zeit des Westfälischen Friedens. Waxmann, Münster 1997
- Das Geheimnis der Tulpenzwiebel. Freigraf Kettlers zweiter Fall. Waxmann, Münster 1999
- Mord im Dom. Eine Kriminalgeschichte aus der Zeit Karls des Großen. Waxmann, Münster 1999
- Vorbildliche Morde. Kriminalroman. Grafit, Dortmund 1999
- Der Kaufmann und die Tempelritter. Ein Kriminalroman aus dem mittelalterlichen Münster. Waxmann, Münster 2001
- Mord am Hellweg. Kriminalstorys (hg. mit H.P. Karr und Herbert Knorr). Grafit, Dortmund 2002
- Fürchte Dich nicht! Thriller. Grafit, Dortmund 2009, ISBN 978-3-89425-661-6
- Münsterland ist abgebrannt. Kriminalroman. Rowohlt Taschenbuch, Reinbek 2013, ISBN 978-3-499-26650-8
- Lambertus-Singen. Kriminalroman. Rowohlt Taschenbuch, Reinbek 2014, ISBN 978-3-499-26864-9

## Auszeichnung
Die Autorenvereinigung Das Syndikat zeichnete Kehrer im Februar 2016 mit dem Ehrenglauser aus.